# Cương Sơn
Cương Sơn là một xã thuộc huyện Lục Nam, tỉnh Bắc Giang, Việt Nam.

## Diện tích, dân số
Xã Cương Sơn có diện tích 11,14 km², dân số năm 1999 là 5437 người, mật độ dân số đạt 488 người/km².
Xã Cương Sơn gồm các thôn: An Đông, An Nguyễn, An Phú, An Thịnh, Đọ Bến, Đọ Làng, Đọ Mới, Đọ Trại, Tân Cầu, Vườn.